# Enunciazione cinematografica
L'enunciazione cinematografica è l'atto che permette la trasformazione di un insieme di virtualità (il linguaggio cinematografico nel suo insieme) in un oggetto concreto situato, definito e definibile (il film). È la conversione di una lingua in discorso, un atto che implica una presa di parola da parte di un soggetto le cui tracce sono rinvenibili all'interno del testo audiovisivo. C'è sempre qualcosa nell'enunciato che ce ne riporta l'azione e ce ne attesta la presenza e lo si coglie nello sguardo di chi istituisce e organizza ciò che viene mostrato, cioè nel punto di vista.
Nella costruzione di un prodotto audiovisivo si possono distinguere due livelli: quello concreto dei soggetti empirici (il regista propriamente detto e le figure professionali che realizzano l'opera) e il livello più astratto dei soggetti dell'enunciazione. Tali soggetti sono figure simboliche la cui esistenza è limitata all'analisi semiotica e riguardano ogni ambito in cui un'istanza si presenta come qualcuno che ha preso la parola per comunicare un messaggio a un destinatario. 
L'enunciazione cinematografica, ispirandosi alle teorizzazioni sull'enunciazione letteraria, è data da istanze implicite nel testo. Queste simboleggiano i due versanti del prodotto audiovisivo, in cui rispettivamente operano precisi soggetti:
a)sul versante della costruzione filmica (l'emittente) operano l'enunciatore e l'enunciatario, che si danno a vedere con tracce che indicano un atteggiamento del tipo “io dico e ti faccio sentire che”; l'enunciatario può talvolta assumere la funzione di osservatore, oggettivando l'intero film e colmandone le lacune.
b)sul versante del destinatario (il ricevente), operano il narratore e il narratario che esemplificano le ragioni dell'enunciazione (personaggi che raccontano la storia che stanno vivendo o che si fanno destinatari della narrazione nella vicenda). Il narratore e il narratario rappresentano rispettivamente l'enunciatore e l'enunciatario in scena.
Questi quattro soggetti dell'enunciazione possono combinarsi in diversi modi e non necessariamente sono tutti quanti presenti simultaneamente. Le tracce dell'enunciazione di figurativizzano a diversi livelli, attraverso particolari marche che ne segnalano la presenza e possono talvolta esplicitarsi negli elementi propri del film (occhi che vedono, messe in scena di spettacoli ecc.). Da un lato si esplicitano attraverso appelli diretti allo spettatore (con l'interpellazione o nei film di propaganda), dall'altro lato possono restare nascosti (nei film narrativi). L'esplicitazione dell'istanza enunciativa si può avere anche con la presenza di un narratore, il quale è sia una fonte illocutoria del mondo finzionale, sia un qualcuno che commenta, valuta e arricchisce gli avvenimenti della finzione.
Fondamentalmente ogni enunciato rimanda alla sua enunciazione attraverso la sua semplice esistenza: c'è qualcosa che è stato detto da qualcuno. Vi sono particolari contesti in cui emergono esplicitamente i soggetti dell'enunciazione, come in:
- particolari strategie di composizione, come certe illuminazioni o certi montaggi;

- simboli quali gli specchi o le finestre;

- tracce che rimandano all'informare, al vedere e all'ascoltare[4].

Il dominio dell'enunciazione e quello della comunicazione sono reversibili e complementari: quello dell'enunciazione rimanda alla conversione di lingua in discorso, quello della comunicazione invece richiama il processo di interazione tra gli individui, rappresentando così rispettivamente un campo di relazioni e un campo di premesse ed effetti. Non si enuncia al di fuori di una finalità comunicativa né si comunica senza usare enunciati, ecco come il costituirsi di un testo è parallelo ai passi che portano alla sua enunciazione.
L'enunciazione cinematografica istituisce così da un lato una intentio auctoris che a sua volta delinea una intentio lectoris, vale a dire la costruzione di un lettore modello che si ritrova in un insieme di condizioni di felicità testualmente stabilite, le quali devono essere soddisfatte perché un testo sia pienamente attualizzato nel suo contenuto potenziale, integrando il senso letterale attribuito dal lettore ingenuo e la possibilità delle eventuali interpretazioni semantiche del lettore critico.